# جورج ديب
جورج ديب
المستشار القانوني لرئيس الوزراء اللبناني الأسبق رشيد كرامي، كما كان مستشار الشؤون الدولية لرئيس الجمهورية إميل لحود

## وفاته
توفي في 2011 بعد مرض عضال

## الهوامش
1. ↑  جورج ديب في صيدا: المقاومة هي الورقة الوحيدة نسخة محفوظة 16 يناير 2014 على موقع واي باك مشين.
2. ↑  غياب الدكتور جورج ديب [وصلة مكسورة] نسخة محفوظة 09 2يناير6 على موقع واي باك مشين.